# Protestos no Iraque (2019–presente)
Os Protestos no Iraque desde 2019, também chamados de Revolução Tishreen  e Intifada Iraquiana, são uma série contínua de protestos que consistem em manifestações, marchas, protestos sentados e desobediência civil. Tiveram inicio em 1 de outubro de 2019, uma data que foi marcada por ativistas civis nas redes sociais, espalhando-se pelas províncias do centro e do sul do Iraque, para protestar contra a corrupção, o desemprego e os serviços públicos ineficientes, antes de escalarem para exigências para destituir o governo e deter a intervenção iraniana no Iraque. O governo iraquiano tem sido acusado de usar munições reais, atiradores, água quente, gás de pimenta e gás lacrimogêneo contra os manifestantes. 
Os protestos pararam em 8 de outubro e recomeçaram em 25 de outubro. O primeiro-ministro Adil Abdul-Mahdi anunciou em 29 de novembro que renunciaria.  Em 26 de dezembro, o presidente Barham Salih apresentou uma carta de demissão após se recusar a nomear o governador de Basra Asaad Al Eidani como o novo primeiro-ministro, afirmando que Al Eidani não seria aprovado pelos manifestantes. 
De acordo com a BBC, os manifestantes pedem o fim do sistema político que existe desde a invasão liderada pelos Estados Unidos que depôs Saddam Hussein e tem sido marcado por divisões sectárias.  Os protestos são o maior incidente de agitação civil desde a queda de Saddam Hussein. 